# Arthur Harden
Arthur Harden (Mánchester, 12 de octubre de 1865 - Buckinghamshire, 17 de junio de 1940) fue un bioquímico y profesor universitario inglés galardonado con el Premio Nobel de Química del año 1929.

## Biografía
Fue educado en una escuela privada y en el Tettenhall College, Staffordshire. Entró en el Owens College de la Universidad de Mánchester en 1882, y se graduó en 1885. En 1886 ganó la beca Dalton de Química y pasó un año trabajando con Otto Fischer en Erlangen. Volvió a Mánchester como lector y demostrador, y permaneció hasta 1897, cuando fue nombrado químico del recientemente fundado Instituto Británico de Medicina Preventiva, que más tarde pasaría a llamarse Instituto Lister. En 1907 fue nombrado director del departamento de bioquímica, puesto que mantuvo hasta su jubilación en 1930, continuando su labor investigadora en el Instituto después de su retiro.
Fue miembro de la Royal Society de Londres, y en 1936 el rey Eduardo VIII del Reino Unido le concedió el título de caballero del Imperio Británico (sir).
En 1935 recibió la medalla Davy de la Royal Society y recibió numerosos nombramientos de Doctor Honoris Causa.

## Investigaciones científicas
Sus investigaciones más importantes se refieren a los procesos químicos que tienen lugar en la fermentación de los azúcares por las células de las levaduras. Descubrió un procedimiento de aceleración en la fermentación añadiendo fosfatos inorgánicos, y estudió la acción de la luz en las mezclas de dióxido de carbono y cloro.
En 1929 fue galardonado con el premio Nobel de Química, compartido con Hans von Euler-Chelpin, por sus investigaciones en la fermentación de azúcares mediante enzimas.
Entre 1913 y 1937 fue codirector del Biochemical Journal. Entre sus libros destaca Alcoholic Fermentation (1911).

## Eponimia
- El cráter lunar Harden lleva este nombre en su memoria.

- Datos: Q189803
- Multimedia: Arthur Harden (biochemist) / Q189803